# Neogen
| Neogen 23 miljoner – 2,6 miljoner år före nutid | Neogen 23 miljoner – 2,6 miljoner år före nutid | Neogen 23 miljoner – 2,6 miljoner år före nutid | Neogen 23 miljoner – 2,6 miljoner år före nutid |
| Period (System)                                 | Epok (Serie)                                    | Ålder (Etage)                                   | Miljoner år sedan                               |
| ----------------------------------------------- | ----------------------------------------------- | ----------------------------------------------- | ----------------------------------------------- |
| Kvartär                                         | Pleistocen                                      | Gela                                            | senare                                          |
| Neogen                                          | Pliocen                                         | Piacenza                                        | 3,6–2,6                                         |
| Neogen                                          | Pliocen                                         | Zancle                                          | 5,3–3,6                                         |
| Neogen                                          | Miocen                                          | Messina                                         | 7,2–5,3                                         |
| Neogen                                          | Miocen                                          | Tortona                                         | 11,6–7,2                                        |
| Neogen                                          | Miocen                                          | Serravalle                                      | 13,8–11,6                                       |
| Neogen                                          | Miocen                                          | Langhe                                          | 16,0–13,8                                       |
| Neogen                                          | Miocen                                          | Burdigala                                       | 20,4–16,0                                       |
| Neogen                                          | Miocen                                          | Aquitaine                                       | 23,0–20,4                                       |
| Paleogen                                        | Oligocen                                        | Chatt                                           | tidigare                                        |

Neogen är en geologisk period som utgör den mellersta perioden i kenozoikum och den senare delen av det som förr benämndes tertiär. Den tidigare perioden av kenozoikum kallas paleogen och den senare kvartär. Neogen delas in i miocen och pliocen. Neogen började för 23,03 ± 0,05 miljoner år sedan och slutade för 2,588 miljoner år sedan. 
Det har föreslagits att även pleistocen och holocen ska räknas in i neogen, som i så fall skulle sträcka sig in i nutid.[källa behövs]
| Fanerozoikum                 | Fanerozoikum       | Fanerozoikum | Fanerozoikum      |
| Eon                          | Era                | Period       | Miljoner år sedan |
| ---------------------------- | ------------------ | ------------ | ----------------- |
| Fanero- zoikum               | Kenozoikum         | Kvartär      | 2,6–0,0           |
| Fanero- zoikum               | Kenozoikum         | Neogen       | 23–2,6            |
| Fanero- zoikum               | Kenozoikum         | Paleogen     | 66–23             |
| Fanero- zoikum               | Mesozoikum         | Krita        | 145–66            |
| Fanero- zoikum               | Mesozoikum         | Jura         | 201–145           |
| Fanero- zoikum               | Mesozoikum         | Trias        | 252–201           |
| Fanero- zoikum               | Paleozoikum        | Perm         | 299–252           |
| Fanero- zoikum               | Paleozoikum        | Karbon       | 359–299           |
| Fanero- zoikum               | Paleozoikum        | Devon        | 419–359           |
| Fanero- zoikum               | Paleozoikum        | Silur        | 444–419           |
| Fanero- zoikum               | Paleozoikum        | Ordovicium   | 485–444           |
| Fanero- zoikum               | Paleozoikum        | Kambrium     | 541–485           |
| Protero- zoikum              | Neoprotero- zoikum | Ediacara     | tidigare          |
| Se även Geologisk tidsskala. |                    |              |                   |